# Observatorul din Lund

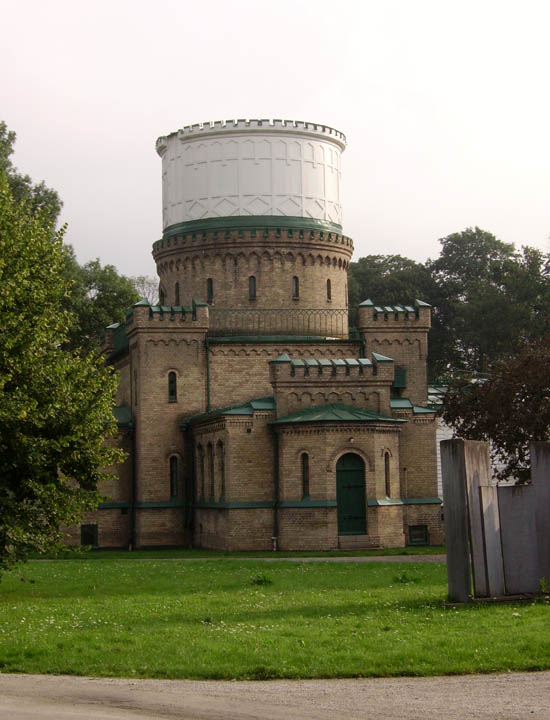
O clădire a vechiului observator din Lund, inaugurată în 1867.

Observatorul din Lund (în suedeză Institutionen för astronomi) este un observator astronomic profesionist aparținând Institutului Astronomic din cadrul Universității din Lund, în Suedia. Observatorul a fost fondat în 1749.

## Istorie
A fost precedat de un observator construit de astronomul Anders Spole (bunicul lui Anders Celsius) în 1672, care a fost distrus în Bătălia de la Lund între suedezi și danezi, în 1676.